# Chile na Zimowych Igrzyskach Olimpijskich 1952
Chile na Zimowych Igrzyskach Olimpijskich 1952 reprezentowało troje  zawodników - tylko mężczyzn. Wszyscy wystartowali w narciarstwie alpejskim.
Był to drugi start reprezentacji Chile na zimowych igrzyskach olimpijskich.

## Narciarstwo alpejskie
Mężczyźni
- Eduardo Silva
  - zjazd - 66. miejsce
  - gigant slalom - 75. miejsce
  - slalom - 56. miejsce

- Jaime Errázuriz
  - zjazd - 68. miejsce
  - gigant slalom - 76. miejsce
  - slalom - 62. miejsce

- Sergio Navarrete
  - slalom - 63. miejsce